# Two (Album)
Two ist ein Album von Jemeel Moondoc und der Pianistin Connie Crothers. Die am 22. Dezember 2011 in New York City entstandenen Aufnahmen erschienen am 1. November 2012 auf Relative Pitch Records.

## Hintergrund
In den Jahren zuvor hatten Moondoc und Crothers gelegentlich zusammengearbeitet; so traten sie 2003 auf dem Vision Festival VIII in New York City mit einem gemeinsam geleiteten Quintett auf, dem Nathan Breedlove, Adam Lane und John McCutcheon angehörten. Das Album Two wurde im Loft der Pianistin aufgenommen und enthält sechs Improvisationen sowie zwei Kompositionen, die Moondoc bzw. Crothers einzeln zugeschrieben werden.

## Titelliste
- Jemeel Moondoc & Connie Crothers: Two (Relative Pitch Records RPR1009)[1]

1. Improvisation 1 6:24
2. You Let Me Into Your Life (Jemeel Moondoc) 11:48
3. Improvisation 2 8:06
4. Deep Friendship (Connie Crothers) 5:30
5. Improvisation 3 4:45
6. Improvisation 4 5:55
7. Improvisation 5 4:00
8. Improvisation 6 7:23

Die Kompositionen stammen von Jemeel Moondoc und Connie Crothers.

## Rezeption
Mike Shanley schrieb in JazzTimes, Moondoc, dessen Ton und Ideen oft mit denen von Ornette Coleman verglichen wurden, klinge hier wie ein verwandter Geist des 1986 verstorbenen Jimmy Lyons, mit einem starken Vokabular, das in einem Ton geliefert werde, der den Bop nicht aus den Augen verliert. Connie Crothers wiederum, die seit langem mit dem Erbe ihres Lehrers Lennie Tristano in Verbindung gebracht werde, füge dem Duospiel ein Gefühl grenzenloser Freiheit hinzu. Jazzduette würden oft als „Gespräche“ zwischen den beiden Spielern beschrieben, und diese Session falle eindeutig in diese Kategorie, so der Autor, auch wenn ein oder zwei Themen etwas zu lange dauern würden. In Anspielung auf seine Vorfahren setze Moondoc beim ersten Track mit dem dreistimmigen Intro aus Charlie Parkers „Parker’s Mood“ [von 1948] ein. Zur weiteren Ausarbeitung klinge seine eigenständige Coda auf diesem Track fast wie eine freundliche Erklärung dessen, was kommen wird.
Grego Applegate Edwards (Gapplagate) schrieb, Jemeel Moondoc und Connie Crothers würden zwar ihre jeweiligen Verwurzelungen zeigen, doch geschehe dies transformiert, und das Schöne daran sei, was auch das Album teilweise auszeichne, dass beide nicht zurückblicken würden. Stattdessen setzten sie ihre Vorwärtsbewegung in neue Freiheiten fort. Dies sei das erste Mal, dass die beiden zusammen aufgenommen haben, und das stelle sich als glückverheißend heraus.